# George Cruikshank
George Cruikshank (Londres, 27 de setembro de 1792 – Londres, 1 de fevereiro de 1878) foi um caricaturista e ilustrador inglês, elogiado como o "moderno Hogarth" por seus contemporâneos. Suas ilustrações para os romances de Charles Dickens e muitos outros autores lhe trouxeram grande fama.

## Biografia
Cruikshank nasceu em Londres. Filho de Isaac Cruikshank, um dos principais caricaturistas da época, Cruikshank começou sua carreira como assistente e aprendiz de seu pai.

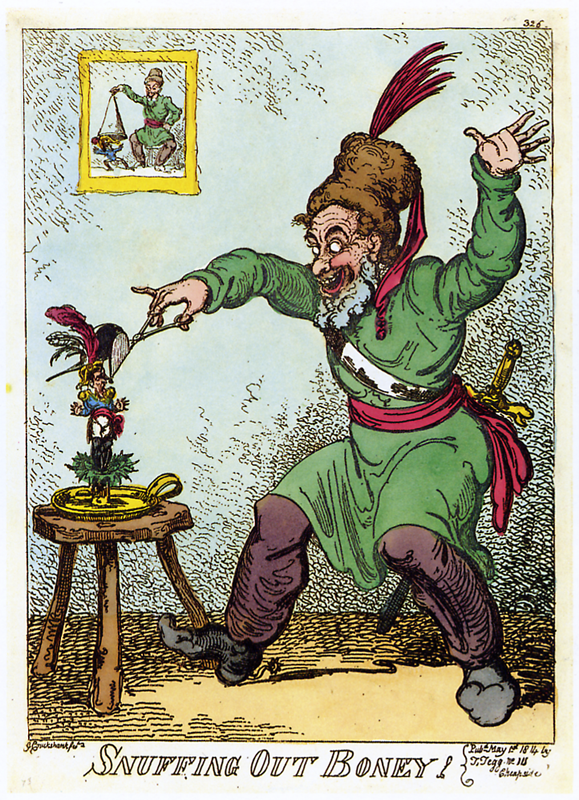
Snuffing out Boney, 1814

Seu irmão mais velho, Isaac Robert, também seguiu os passos de seu pai como caricaturista e ilustrador. Os primeiros trabalhos de Cruikshank foram sobretudo caricaturas; mas em 1823, aos 31 anos, começou a se especializar em ilustração.
Em 16 de outubro de 1827, casou-se com Mary Ann Walker (1807-1849). Dois anos após a morte da esposa, em 7 de março de 1851, casou-se com Eliza Widdison. O casal viveu toda a sua vida no número 263 da Hampstead Road, ao norte de Londres.
Após a sua morte, descobriu-se que Cruikshank tinha 11 filhos ilegítimos com uma amante chamada Adelaide Attree, que morava perto de onde ele vivia com sua esposa. Adelaide era visivelmente casada e carregava o sobrenome de casada 'Archibold'.

## Caricaturas sociopolíticas e ilustrações
No início de sua carreira, Cruikshank era famoso por suas caricaturas que retratavam características da população da Inglaterra na época.
Colaborou com sucesso com William Hone em sua sátira política The Political House That Jack Built (1819). No mesmo ano, produziu o notável antiabolicionista New Union Club onde satiriza um jantar organizado por abolicionistas com convidados negros.
Seu primeiro grande trabalho foi Pierce Egan's Life in London (1821). Este foi seguido por The Comic Almanack (1835-1853) e Omnibus (1842).

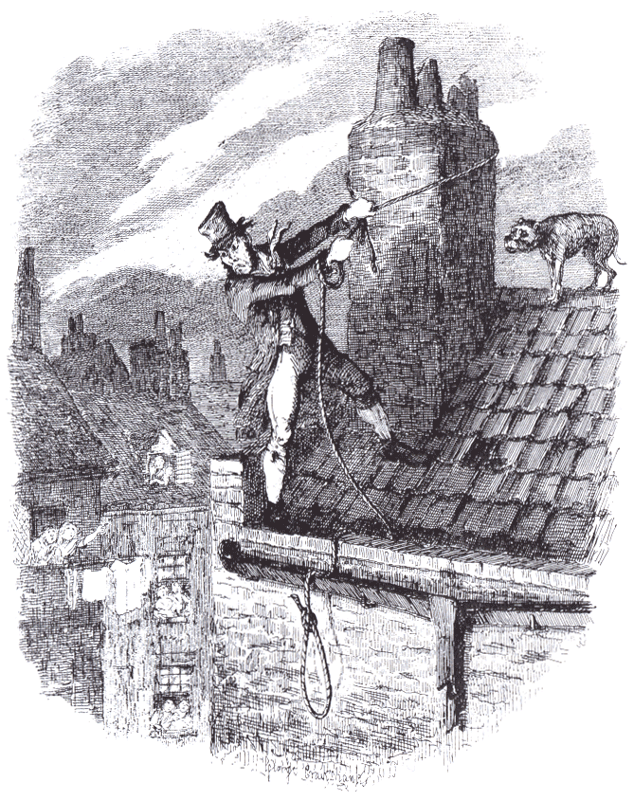
Ilustração de Oliver Twist, obra de Charles Dickens, 1837

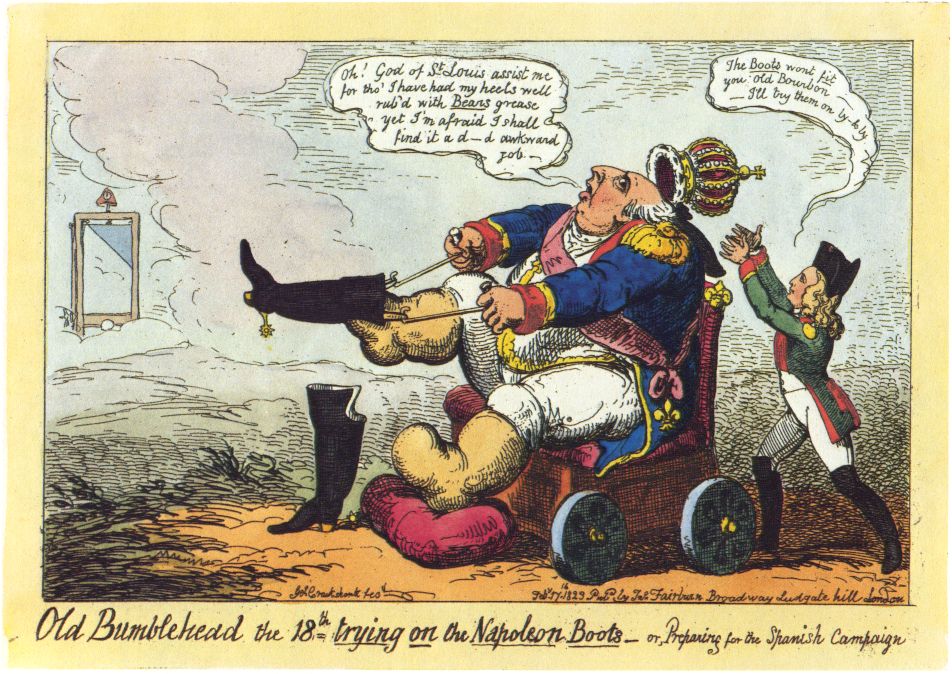
Old Bumblehead: a décima oitava tentativa de Napoleão para calçar as botas, 1823

Cruikshank ganhou fama principalmente graças as suas caricaturas que atacavam os membros da família real e políticos importantes da época. Em 1820 recebeu da família real a soma de 100 libras para que não caricaturasse "Sua Majestade Jorge IV do Reino Unido em qualquer situação embaraçosa". Seu trabalho incluiu uma personificação nacional da Inglaterra chamada John Bull, personagem desenvolvida ao longo dos anos em colaboração com outros artistas satíricos britânicos como James Gillray e Thomas Rowlandson.
Entre a preferência do público, Cruikshank tomou o lugar de James Gillray, e tornou-se o humorista mais popular da Inglaterra. Como cartunista político, mesmo que ele não poupasse farpas, foi considerado muito imparcial. Inspirava-se em uma grande variedade de fontes de notícias, eventos públicos, guerras no exterior, os inimigos da Grã-Bretanha, a economia, crimes e as intrigas políticas e da corte, entre as quais se destacava em retratar. Sua hostilidade contra qualquer inimigo da Inglaterra e seu racismo entranhado tornaram-se evidentes a partir das ilustrações feitas para o livro de William Maxwell, History of the Irish rebellion in 1798 (1845), onde suas descrições chocantes de incidentes durante a Rebelião Irlandesa retratam os rebeldes separatistas irlandeses como animais sem qualquer remorso e intelecto.
Outras obras com conotações fortemente racistas de Cruikshank são as caricaturas das "barbáries legalizadas" dos chineses, um tema que foi sugerido por um amigo, Dr. W. Gourley, defensor das teorias anti-China durante a Segunda Guerra do Ópio (1856-60).

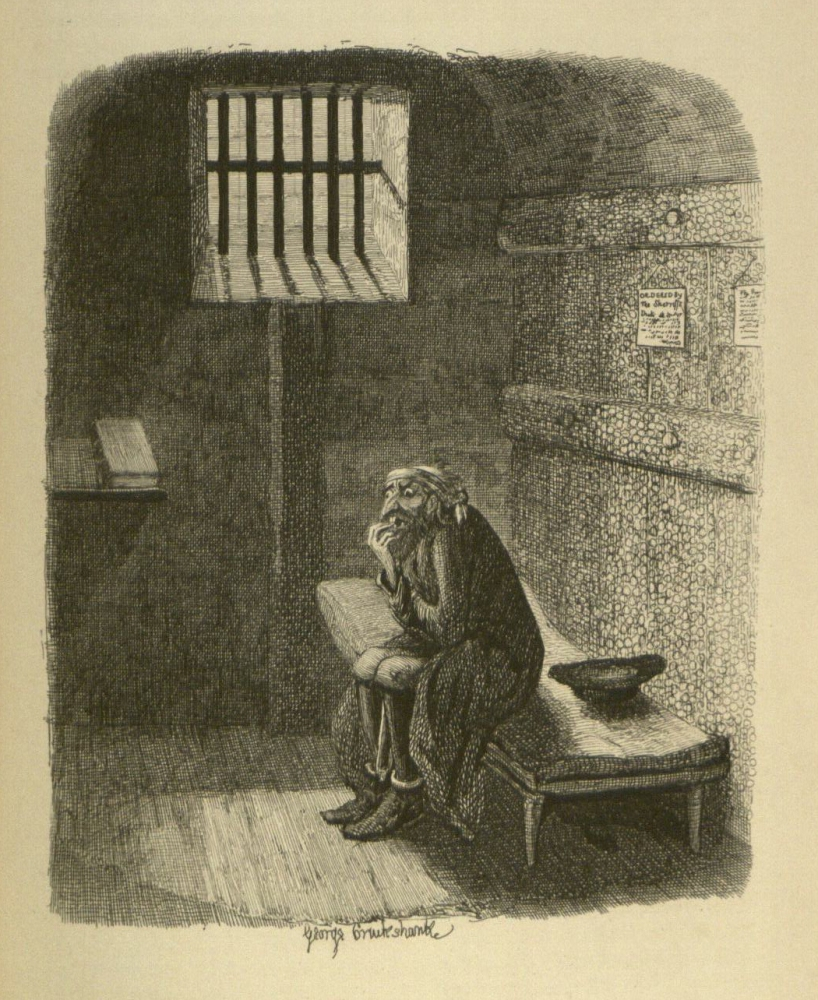
Fagin em sua cela.
Copperplate engraving, 1838

## Charles Dickens
Para Charles Dickens, Cruikshank ilustrou Sketches by Boz (1836), The Mudfog Papers (1837–38) e Oliver Twist (1838). Cruikshank chegou a atuar na companhia teatral amadora de Dickens.
Em 30 de dezembro de 1871 Cruikshank publicou uma carta no jornal The Times na qual reivindicava o crédito para grande parte do enredo de Oliver Twist. A carta lançou uma polêmica acirrada em torno de quem realmente criou a obra. Cruikshank não foi o primeiro ilustrador de Dickens a fazer tal afirmação. Robert Seymour que ilustrou The Pickwick Papers sugeriu que a ideia para o romance era originalmente sua; no entanto, no prefácio da edição de 1867, Dickens negou repetidamente qualquer inspiração externa.
A amizade entre Cruikshank e Dickens terminou quando Cruikshank se tornou um adepto fanático do conservadorismo em oposição ao moderado Dickens.

## Últimos anos
Depois de desenvolver paresia na velhice, a saúde e o trabalho de Cruikshank começaram a declinar em qualidade. Ele morreu em 1 de fevereiro de 1878 e foi primeiramente enterrado no Cemitério de Kensal Green.  Em novembro de 1878 seus restos mortais foram exumados e enterrados na Catedral de São Paulo, na Cidade de Londres. A revista Punch escreveu em seu obituário: "Nunca haverá um homem tão puro, simples, franco e, ao mesmo tempo, íntegro. Sua natureza tinha a inocência de uma criança em sua transparência." 
Durante sua vida criou quase 10.000 desenhos, entre ilustrações e caricaturas. Coleções de suas obras estão expostas no Museu Britânico e Victoria and Albert Museum.
Uma blue plaque da Royal Society of Arts celebra a obra de Cruikshank no número 293 da Hampstead Road em Camden Town.